# شارل دو کوسته
شارل دو کوسته (به فرانسوی: Charles De Coster) نویسنده و روزنامه‌نگار قرن نوزدهم میلادی اهل بلژیک است.